# Les Tontons tringleurs
Cet article possède des paronymes, voir Les Tontons flingueurs et Les Tontons farceurs.
 Pour plus de détails, voir Fiche technique et Distribution
Les Tontons tringleurs est un film pornographique français réalisé par Alain Payet, et sorti en DVD en 2000 .

## Synopsis
Parodie du célèbre film Les Tontons flingueurs.

## Autour du film
Ce film a la particularité de remettre en vedette plusieurs vedettes masculines du X français ayant débuté dans les années 1970 : aux côtés de Jean-Pierre Armand, on retrouve Richard Allan et Alban Ceray sortis de leur retraite pour l'occasion, de même que Dominique Aveline et l'Italien Roberto Malone. Ces acteurs, âgés de 45 à 60 ans, côtoient des actrices ayant pour la plupart commencé leur carrière dans les années 1990.

## Fiche technique
- Titre : Les Tontons tringleurs
- Réalisateur : Alain Payet
- Production : Blue One
- Distribution : Blue One
- Durée : 102 min.
- Date de sortie : 2000
- Pays :  France
- Genre : pornographie
- Interdit aux moins de 18 ans

## Distribution
- Dolly Golden : Mademoiselle Marlène
- Céline Bara : Céline, une prostituée
- Jean-Pierre Armand : Jean-Pierre, un des tontons tringleurs
- Alban Ceray : Alban, un des tontons tringleurs
- Roberto Malone : Don Vito
- Marc Barrow : Marc, un porte-flingue de mademoiselle Marlène
- Monika Danvers : La femme de ménage
- Richard Allan : Queue de Béton, un des tontons tringleurs
- Claudia Zante : La femme de Queue de Béton
- Pascal White : Pascal, un porte-flingue
- Dominique Aveline : Dominique, un des tontons tringleurs
- Yves Baillat : Le petit nouveau
- Delfynn Delage : Delphynn
- Thomas Santini : Le nain
- Laurent Devergne : Le fils du nain
- Tavalia Griffin : Une prostituée
- Fred Coppula : Le témoin aveugle
- Francis Mischkind : Un truand
- Melanie Amber : Une prostituée
- Line Roche : Une prostituée
- Robert Ribot : Un gangster
- Cash Duarte : Un client de la maison close
- Edmond Besnard : Un client de la maison close
- Étienne Jaumillot : Un client de la maison close
- Sascha : L'infirmère
- Serge Gregory : Un truand